# ㅘ
ㅘ (reviderad romanisering: wa, hangul: 와) är en av elva diftonger i det koreanska alfabetet. Det är en kombination av ㅗ och ㅏ.